# Helmut Kremers
Helmut Kremers (Mönchengladbach, 24 marzo 1949) è un ex calciatore tedesco, di ruolo difensore.
È gemello di Erwin Kremers.

## Carriera

### Club
Cresciuto nelle giovanili del Borussia Mönchengladbach, nel 1969 venne ceduto al Kickers Offenbach, dove vinse, nel 1970 una Coppa di Germania. Insieme al gemello Erwin, si trasferì nel 1971 allo Schalke 04, dove fu capace di vincere un'altra Coppa nazionale. Successivamente giocò nel Rot-Weiss Essen e terminò la carriera nella NASL nei Calgary Boomers nel 1981.

### Nazionale
Con la Germania Ovest Helmut Kremers giocò cinque partite, l'ultima delle quali fu un'amichevole giocata il 12 marzo 1975 contro l'Inghilterra. Nonostante abbia giocato meno di Erwin, Helmut riuscì fu parte della rosa che vinse il campionato del mondo 1974; suo fratello non fu infatti convocato per motivi disciplinari.

## Palmarès

### Club
- Coppa di Germania: 2

Kickers Offenbach: 1969-1970
Schalke 04: 1971-1972

### Nazionale
- Campionato mondiale: 1

Germania Ovest: 1974